# Hoeryŏng
Hoeryŏng is een stad in het noordoosten van Noord-Korea, tegen de Chinese grens aan. Er wonen ongeveer 134.000 mensen. Het zou de geboorteplaats zijn van Kim Il-sungs eerste echtgenote en zijn moeder Kim Jong-suk. Twintig kilometer van de stad ligt het concentratiekamp Hoeryong.

## Vluchtelingenplaats
Doordat het zo dicht bij de Chinese grens ligt, hebben inwoners van Hoeryong vaak contact met de buitenwereld. Het is ook een populaire plaats voor Noord-Koreaanse vluchtelingen. Het enige wat ze hoeven te doen, is een kleine rivier oversteken. Plaatselijke bewoners kunnen weleens helpen met oversteken, maar dat gaat nu minder gemakkelijk, aangezien de regering meer geld biedt om de vluchtelingen aan te geven.

## Openbare executies
In maart 2005 had de Japanse nieuwszender Jin-Net een videoband bemachtigd waarop te zien was dat er openbare executies plaatsvonden. De videoband bereikte Japan door Noord-Koreaanse vluchtelingen. Op 1 en 2 maart werden de executies gehouden. Het publiek was ongeveer 1000 man groot, 11 Noord-Koreanen werden veroordeeld voor hulp aan vluchtelingen om China te bereiken. Twee kregen de doodstraf, twee kregen levenslang en de overige zeven kregen 10 tot 15 jaar dwangarbeid als straf.

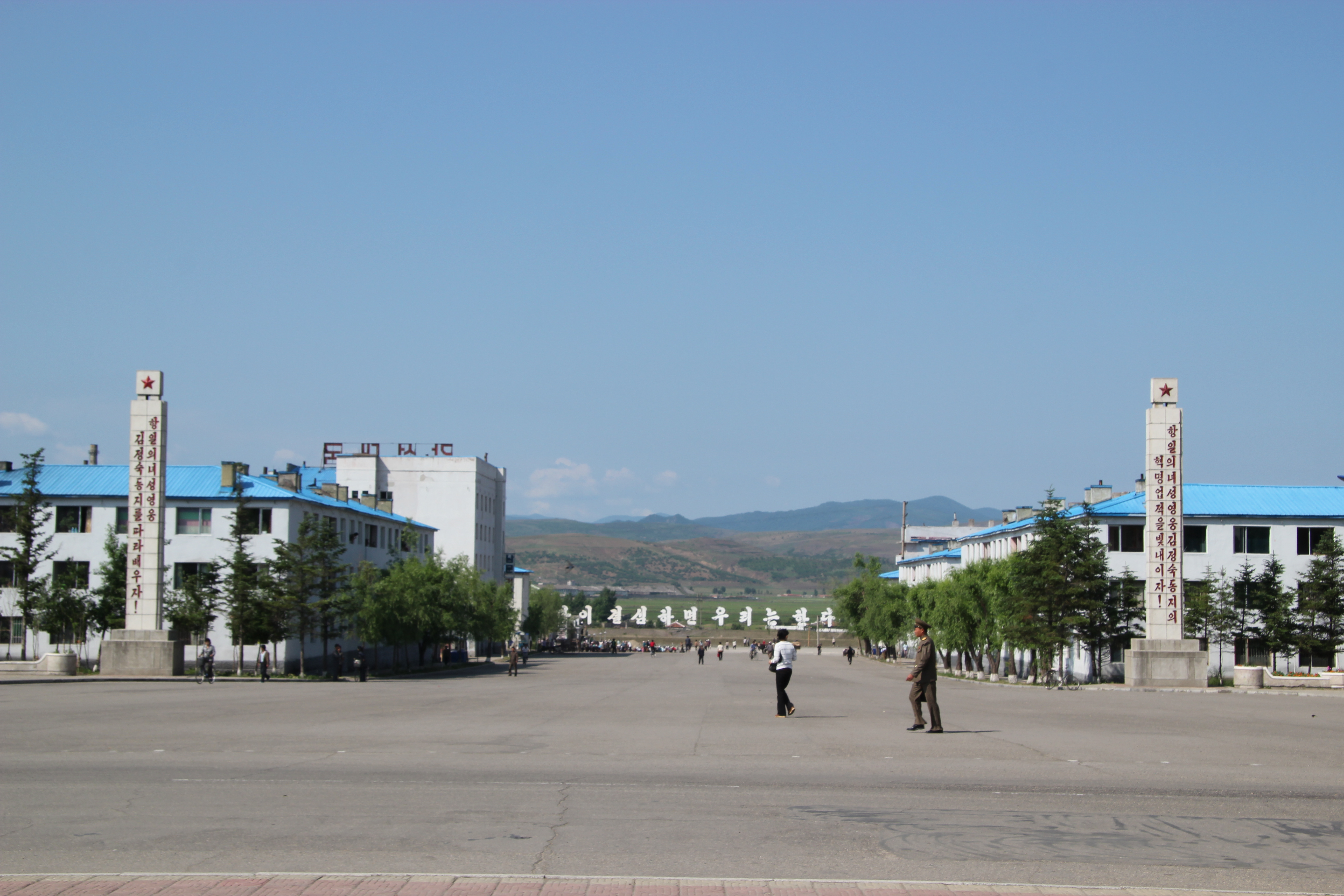
Het centrum van Hoeryŏng